# Río Pelque
Le río Pelque est une rivière de Patagonie qui coule dans la province de Santa Cruz, en Argentine. C'est un affluent du río Coig, en rive gauche.

## Géographie
Le río Pelque nait dans la cordillère des Andes près de la frontière chilienne, dans les hauteurs situées au sud-est du lac Argentino.
Se dirigeant d'abord vers l'est, il pénètre dans la meseta de las Vizcachas. Traversant dès lors le plateau semi-désertique de Patagonie, son cours s'infléchit vers le sud, puis le sud-est. Ses eaux assez abondantes dans son cours supérieur (andin) diminuent par après, à la suite de l'évaporation due aux vents importants et par infiltration.  
Il finit par se jeter dans le río Coig en rive gauche au niveau de la localité d'Esperanza. 
Il est longé d'assez loin par la route provinciale 5, sur la moitié inférieure de son parcours.

## Les lagunes del Tero
Dans son cours inférieur, il forme des marécages et contourne par l'ouest une zone de lagunes endoréiques saumâtres, les lagunes del Tero qui se caractérisent par une intéressante biodiversité. 